# Lepidonia
Lepidonia es un género de plantas con flores perteneciente a la familia   Asteraceae. es un género de plantas fanerógamas perteneciente a la familia de las asteráceas. Comprende 7 especies descritas y de estas, solo 5 aceptadas.

## Taxonomía
El género fue descrito por Sidney Fay Blake y publicado en Journal of the Washington Academy of Sciences 26: 454. 1936. La especie tipo es Lepidonia paleata S.F. Blake. 

## Especies aceptadas
A continuación se brinda un listado de las especies del género Lepidonia aceptadas hasta julio de 2012, ordenadas alfabéticamente. Para cada una se indica el nombre binomial seguido del autor, abreviado según las convenciones y usos.
- Lepidonia callilepis (Gleason) H.Rob. & V.A.Funk
- Lepidonia corae (Standl. & Steyerm.) H.Rob. & V.A.Funk
- Lepidonia lankesteri (S.F.Blake ex Standl.) H.Rob. & V.A.Funk
- Lepidonia mexicana (Less.) H.Rob. & V.A.Funk
- Lepidonia salvinae (Hemsl.) H.Rob. & V.A.Funk